# Odessa
|  | Per a altres significats, vegeu «Odessa (desambiguació)». |

Odessa és una ciutat d'Ucraïna, la capital de l'óblast d'Odessa i port de la mar Negra. La ciutat és la cinquena més gran d'Ucraïna i la ciutat comercial més important del país. A més, Odessa és la ciutat més poblada que hi ha al llarg del Mar Negre i el port més important del país. L'estil arquitectònic està influït pels estils francès i italià, fet que dona un aire mediterrani a la ciutat.
El seu nom en altres llengües és: Одеса (ucraïnès), transcrit: Odessa pronunciació AFI [ɔˈdɛsɑ]; rus: Одесса, transcrit: Odessa, pronunciació AFI [ɐˈdʲesːə]; ídix: אָד́עסאַ, transcrit: Odessa; tàtar de Crimea: Ades, romanès: Odesa, turc: Hacıbey; abans de 1795: Хаджибе́й, Hadjybei) 
La ciutat ha estat identificada amb Isiacorum Portus (grec Ἰσιακῶν λιμήν) ciutat de la costa del Pont Euxí (mar Negra), entremig de les desembocadures del Boristenes (Borysthenes, avui Dnièper) i el Danubi (la boca anomenada Psilon, avui Sulina). La primera menció de la ciutat medieval és del 1415, quan s'anomenava Katsiubíïv o Katxybei (Кацюбіїв o Качибей). La ciutat moderna, de tipus europeu, fou fundada, el 1794, sota ordres de Caterina la Gran, i el primer batlle de la ciutat fou un militar català al servei de l'Imperi Rus, Josep de Ribas i Boyons (1749-1800), fill d'una rica irlandesa i d'un barceloní, després de la guerra russo-turca de 1787-1792. Després dels avenços en les obres efectuats per Josep de Ribas, un exiliat de la Revolució Francesa, el duc de Richelieu, va dirigir la construcció de la ciutat.

## Geografia i població

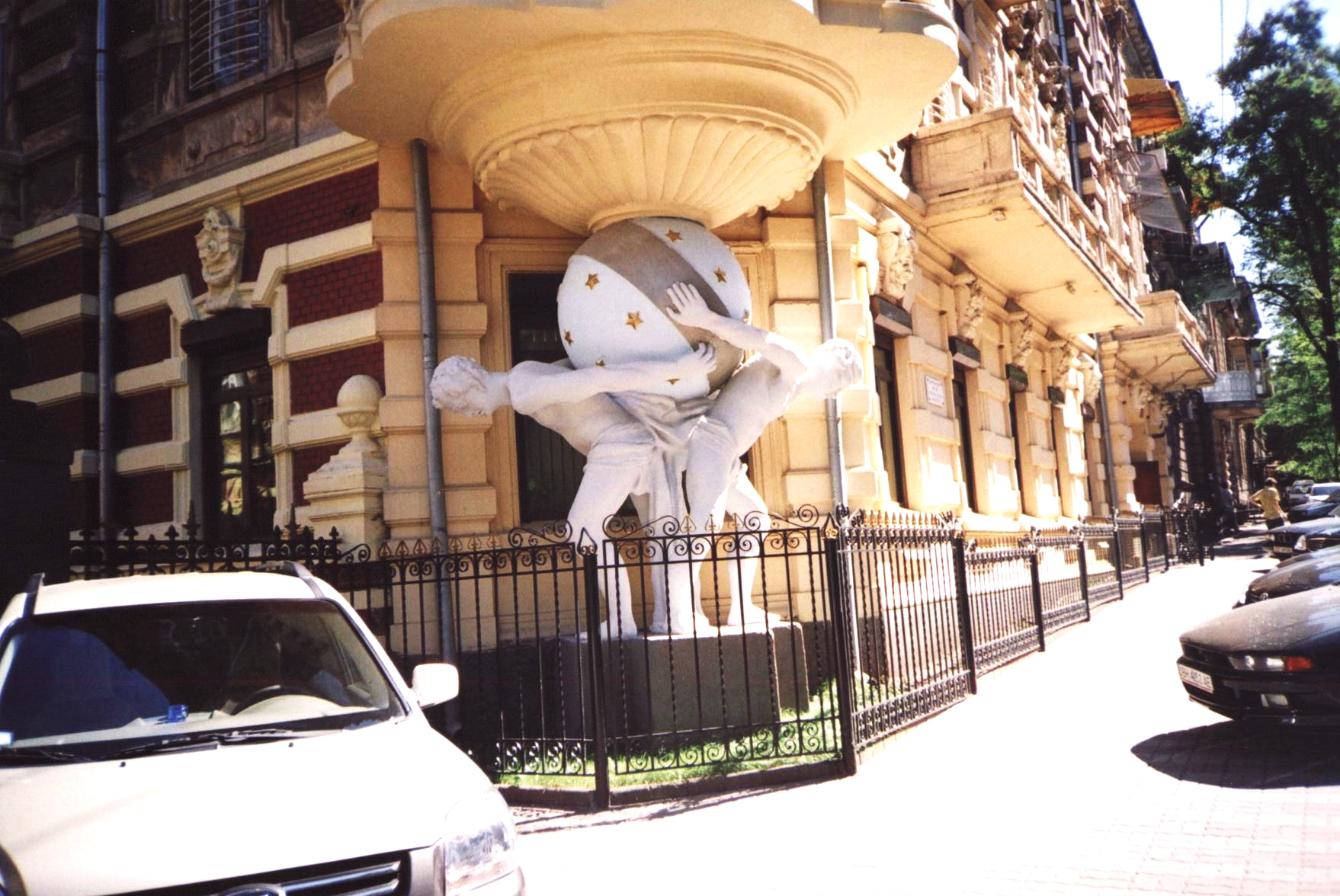
El símbol del World Odessit Club (Club Mundial d'Odessites)

Odessa se situa sobre uns turons que dominen un port a la mar Negra, a uns 31 km al nord del líman o estuari del riu Dnièster i a gairebé 443 km al sud de la capital, Kíev.
La ciutat té un clima relativament suau i sec amb unes temperatures mitjanes el gener de -1,1 °C, i al juliol de 21,7 °C. Té una pluviometria mitjana anual 440 litres que es distribueixen de manera bastant uniforme al llarg de l'any però amb el mínim a l'hivern i el màxim a l'estiu.
La llengua més usada a Odessa és el rus, que de fet, no és el rus "estàndard" de Rússia, sinó el rus d'Odessa, amb totes les seves particularitats degudes a les influències d'altres idiomes com l'ídix, l'ucraïnès, el grec, el romanès i l'italià, que foren molt presents a la ciutat fins a la Segona Guerra Mundial. Avui, l'ucraïnès és el segon idioma més parlat a la ciutat, sovint en la forma anomenada "surjyk" (су́ржик), amb fortes influències del rus. Com es desprèn dels idiomes mencionats abans, la ciutat constitueix una barreja de nombroses nacionalitats i grups ètnics, com ara els russos, els ucraïnesos, els jueus, els grecs, els moldaus, els búlgars, els armenis, els georgians, els alemanys, els coreans entre molts altres.
Un dels grups ètnics més importants i que ha marcat el caràcter de la ciutat al llarg del temps és o ha estat la comunitat jueva asquenazita, de parla russa i ídix, molts dels quals van emigrar als EUA, formant la comunitat important de Brighton Beach, anomenat també "Little Odessa", i de Long Island, a Nova York, entre d'altres. És per això que es pot afirmar que l'accent jueu d'Odessa i d'Ucraïna en general (en rus, ucraïnès, etc.) s'assembla molt a l'accent dels jueus de Brighton Beach, o de Long Island en general (en anglès). Aquesta comunitat, a Odessa, ha produït una sèrie llarga i important d'actors i cantants de l'imperi Rus i l'URSS.

## Port
El port d'Odessa és el més gran d'Ucraïna i el més important de la mar Negra, juntament amb el seu filial o satèl·lit a Il·litxivsk (Іллічівськ, abans Бугові Хутори, Buhovi Khutorý), creat els anys 50 del segle xx. Ja al segle xix es considerava el port més important de la mar Negra.

## Ciutats agermanades
La ciutat està agermanada amb les ciutats de: 
- Yeveran, Armènia
- Constanţa, Romania
- Liverpool, Anglaterra
- Marsella, França
- Yokohama, Japó
- Istanbul, Turquia
- Gidda, Aràbia Saudita

## Demografia
- 1795 - 2.250 habitants
- 1814 - 25.000 habitants
- 1850 - 100.000 habitants
- 1873 - 185.000 habitants
- 1884 - 225.000 habitants
- 1900 - 450.000 habitants

## Personatges importants
- Isaak Bàbel (rus: Исаа́к Эммануи́лович Ба́бель, Odessa, 1894-Moscou, 1940), escriptor rus i soviètic en llengua russa, d'origen jueu. Mor a la presó de Butyrka, Moscou, executat després de ser torturat per l'NKVD com a part de les purgues de Stalin.
- Leonid Utiòssov (ucraïnès: Леонід Осипович Утьо́сов, Leonid Òssypovytx Utiòssov, rus: Леони́д О́сипович Утёсов, Leonid Òssipovitx Utiòssov; nom real en rus: Ла́зарь (Ле́йзер) Ио́сифович Вайсбе́йн, transcrit: Làzar o Léizer Ióssifovitx Vaisbein o Weissbein; 1895, Odessa - 1982, Moscou), famós cantant de jazz en rus i actor còmic de l'URSS, d'origen jueu.
- Oleksandr Beiderman (ucraïnès: Олександр Абрамович Бейдерман, transcrit: Oleksandr Abràmovytx Beiderman, neix a Odessa el 1949), professor i escriptor jueu ucraïnès que escriu en ídix, ucraïnès i rus. Viu a Odessa, on treballa de professor de filologia hebraica, russa i anglesa. És considerat un dels últims i més importants dels escriptors en ídix a l'antic territori tradicional de l'idioma. La seva generació sembla l'última que usa l'ídix com a llengua literària a Ucraïna. Per tant, la seva literatura és més popular a Israel o Estats Units que a casa, on és més coneguda la seva obra en ucraïnès i rus.
- Ilf i Petrov, tàndem d'escriptors soviètics conformat per Ilià Ilf (rus: Илья Арнольдович Файнзильберг, Ilià Arnoldovitx Fainzilberg, 1897–1937), d'origen jueu, i Ievgeni o Ievgeni Petrov (Евгений Петрович Катаев, Ievgenii Petrovitx Katàiev, 1903–1942, germà del també escriptor Valentín Katàiev), periodistes i novel·listes, el seu personatge Ostap Bènder, un estafador basat en un personatge real d'Odessa, ha esdevingut un personatge emblemàtic de la literatura satírica de la Unió Soviètica i ha entrat als annals de la cultura popular a través d'aquestes novel·les i de les seves adaptacions al cinema (durant el "desgel" o "desglaç de Khrusxov" quan es va poder ressuscitar aquestes dues figures cabdals de la literatura). Les seves tres novel·les més famoses són Les 12 cadires (Двенадцать стульев, 1928, traduït al castellà), El vedell d'or (Золотой теленок, 1931) i L'Amèrica d'un sol pis (Одноэтажная Америка, traduït a l'anglès com a Ilf and Petrov's American Road Trip). A part de les adaptacions al cinema soviètic en rus, el director cubà, Tomás Gutiérrez Alea, en va fer una versió de Las doce sillas el 1962.
- Iurii Kàrlovitx Oleixa (en rus: Юрий Карлович Олеша, transcrit: Iurii Kàrlovitx Olieixa; en ucraïnès: Ю́рій Ка́рлович Оле́ша, transcrit: Iurii Kàrlovytx Oleixa, 1899-1960), escriptor rus d'origen ucraïnès, conegut particularment per la seva novel·la-conte de fades, Els tres grassos (rus: Три толстяка, transcrit: Tri tolstiakà, 1924) i la novel·la Enveja (Зависть, Zàvist, 1927).
- Josep de Ribas i Boyons - alcalde català d'Odessa, conegut com a "Deribàs", dona el nom al carrer Deribàssovska.
- Shura Cherkassky (en rus: Шура Черкасский, transcrit: Xura Txerkasskii; 1909-1995) pianista de fama internacional, nacionalitzat estatunidenc.
- Vladimir von Pachmann (1848-1921) fou un pianista de fama internacional
- Jacobo Ficher (1896-1978) compositor nacionalitzat argentí.
- Leff Pouishhnoff (1891-1959) pianista i compositor, nacionalitzat anglès.
- Boris Kroyt (1897-1969) violinista i violista, nacionalitzat estatunidenc.
- Alexander Davidenko (1899-1934) compositor musical.
- Serguei Bernstein (1880-1968), matemàtic
- Pàvel Urysohn (1898-1924), matemàtic

## Galeria

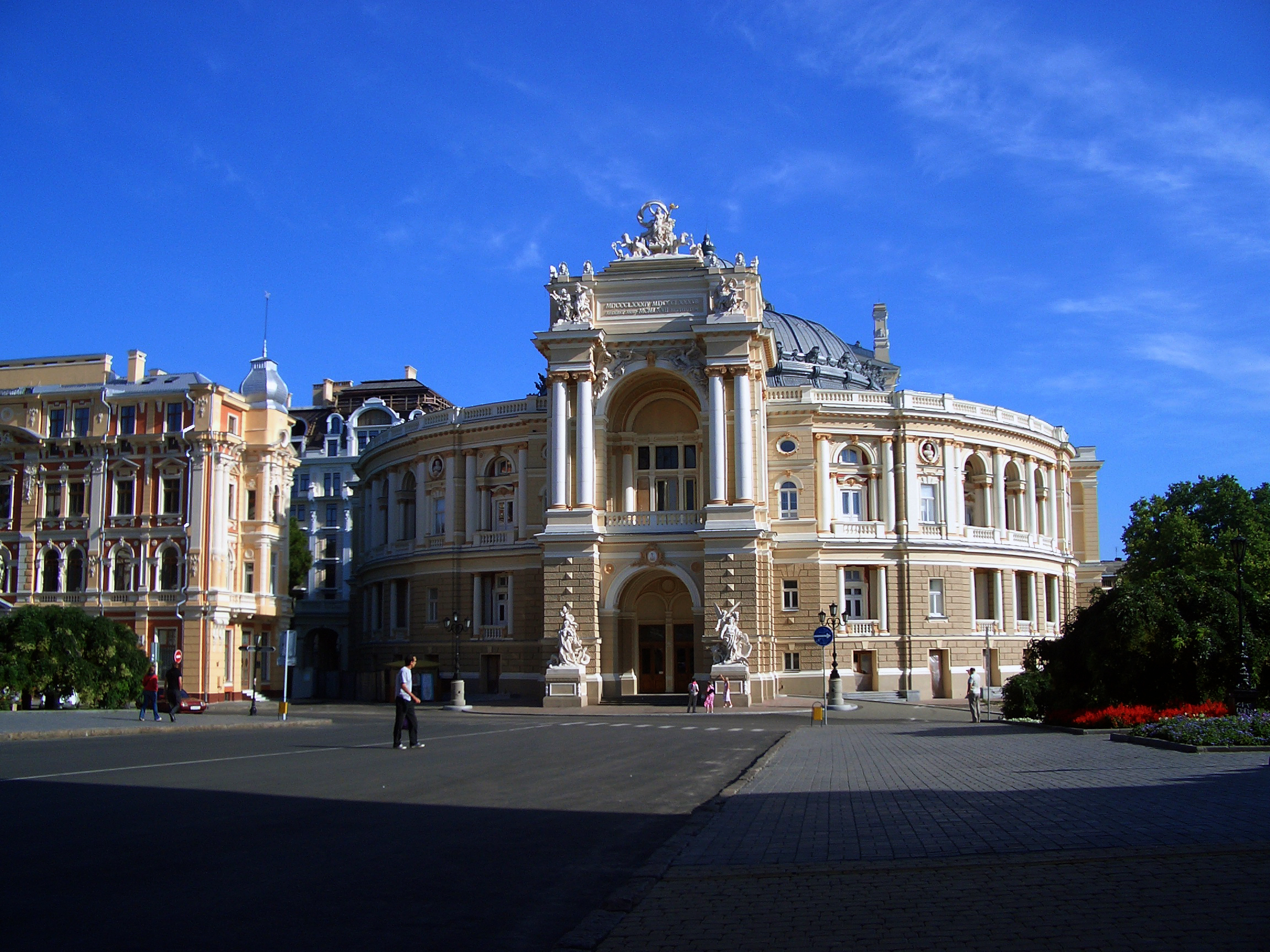
El teatre de l'òpera
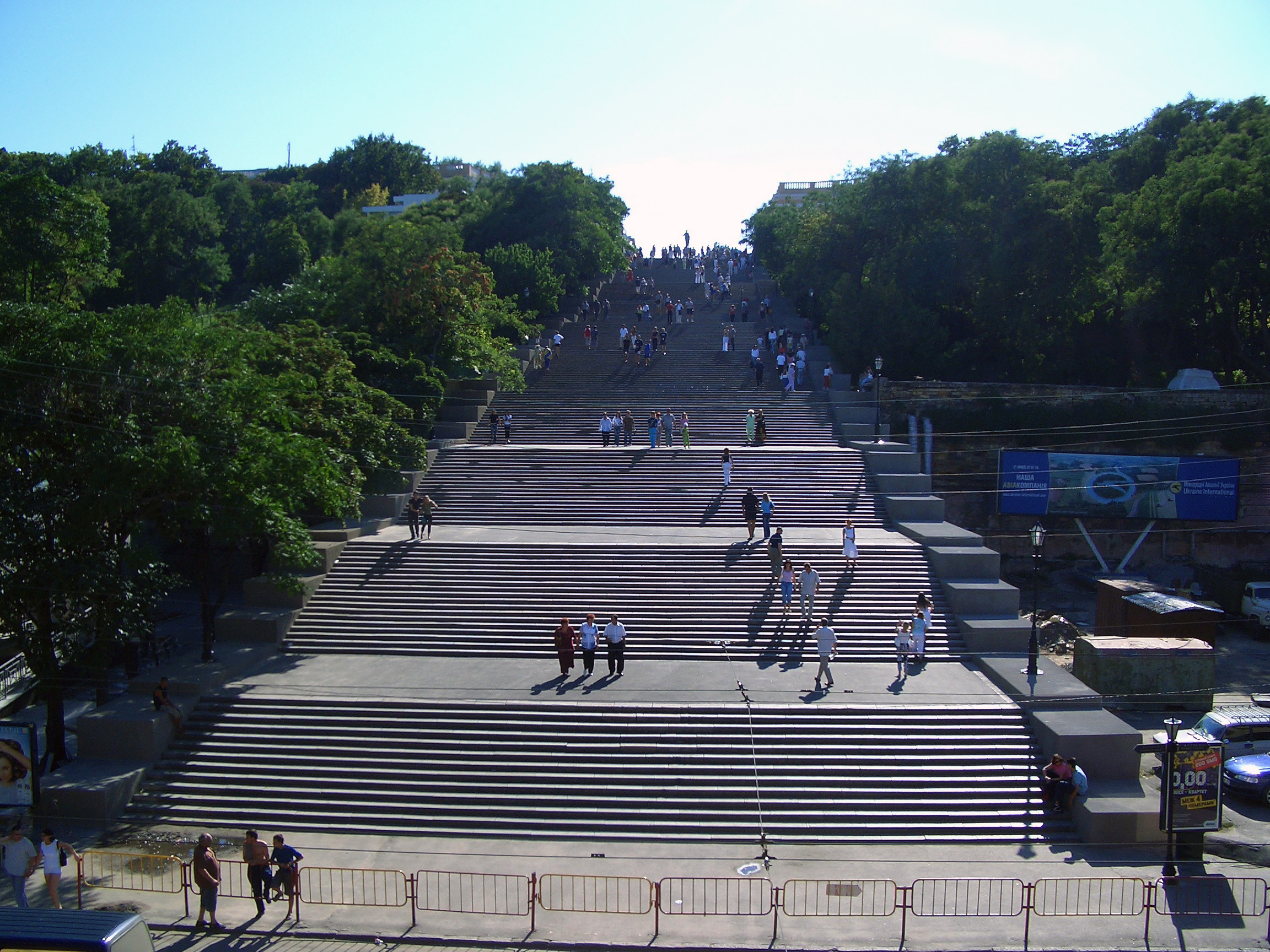
Les famoses escales del cuirassat Potiomkin
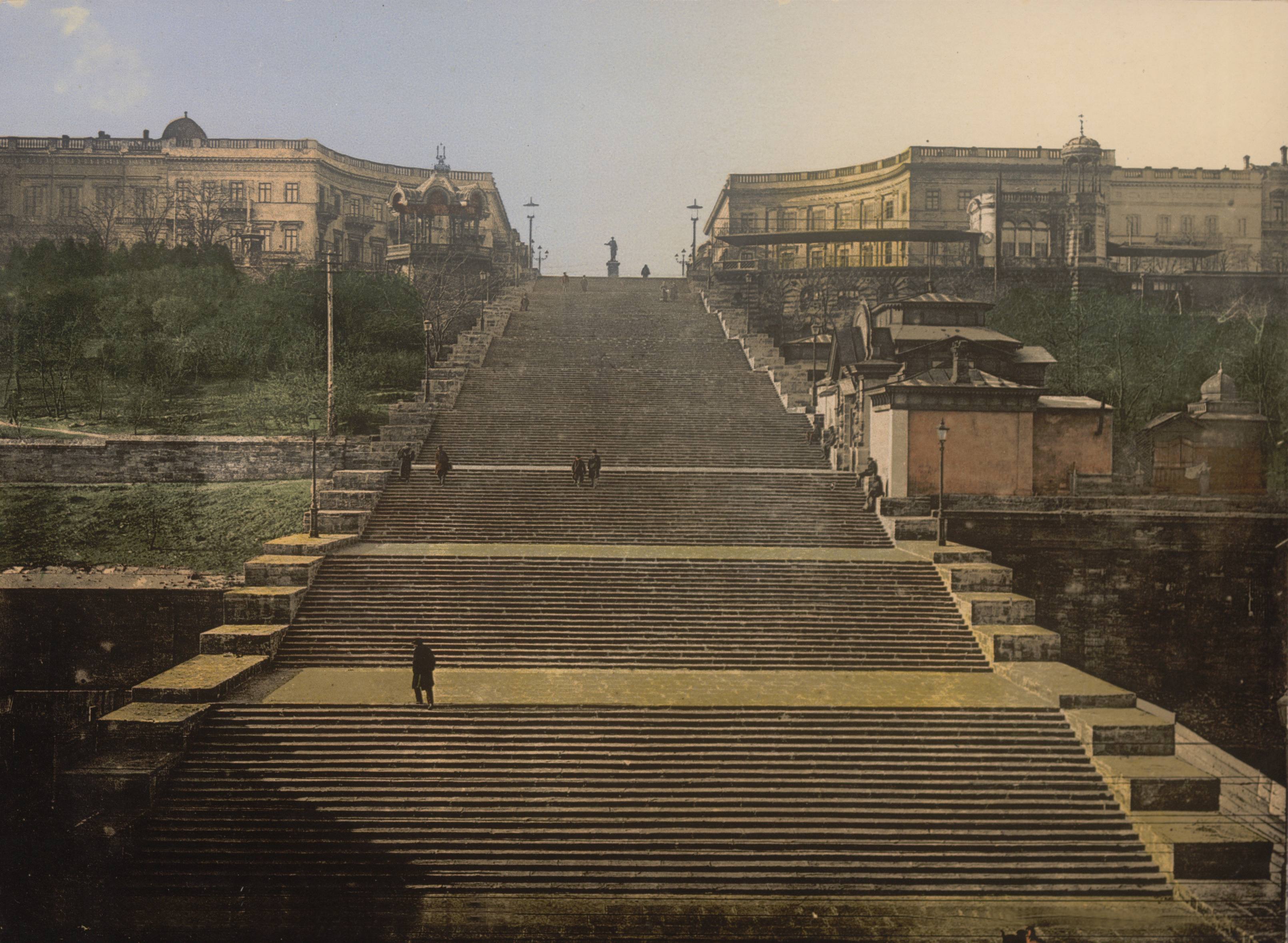
Les escales en una postal de principis de segle xx
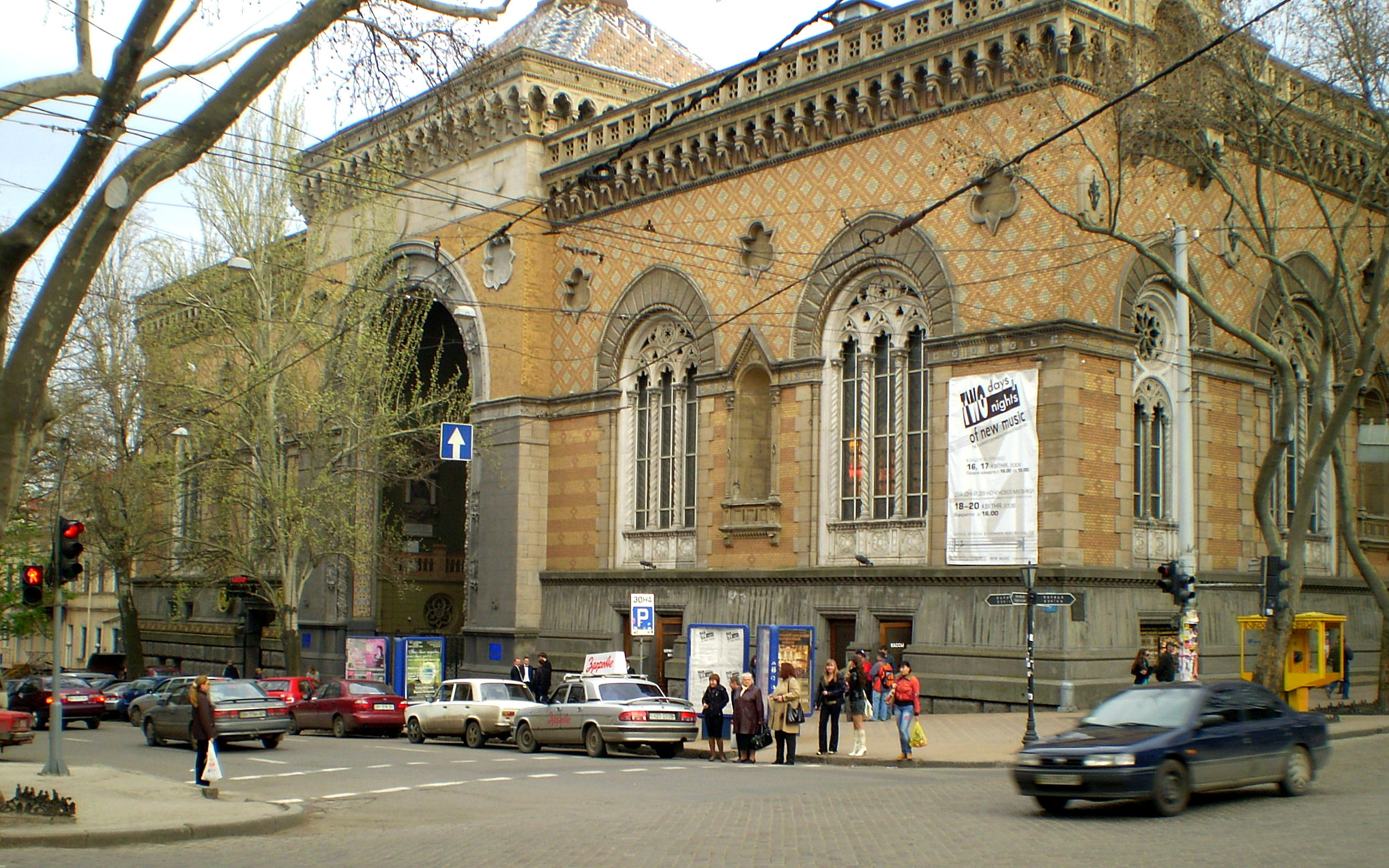
La filarmonia
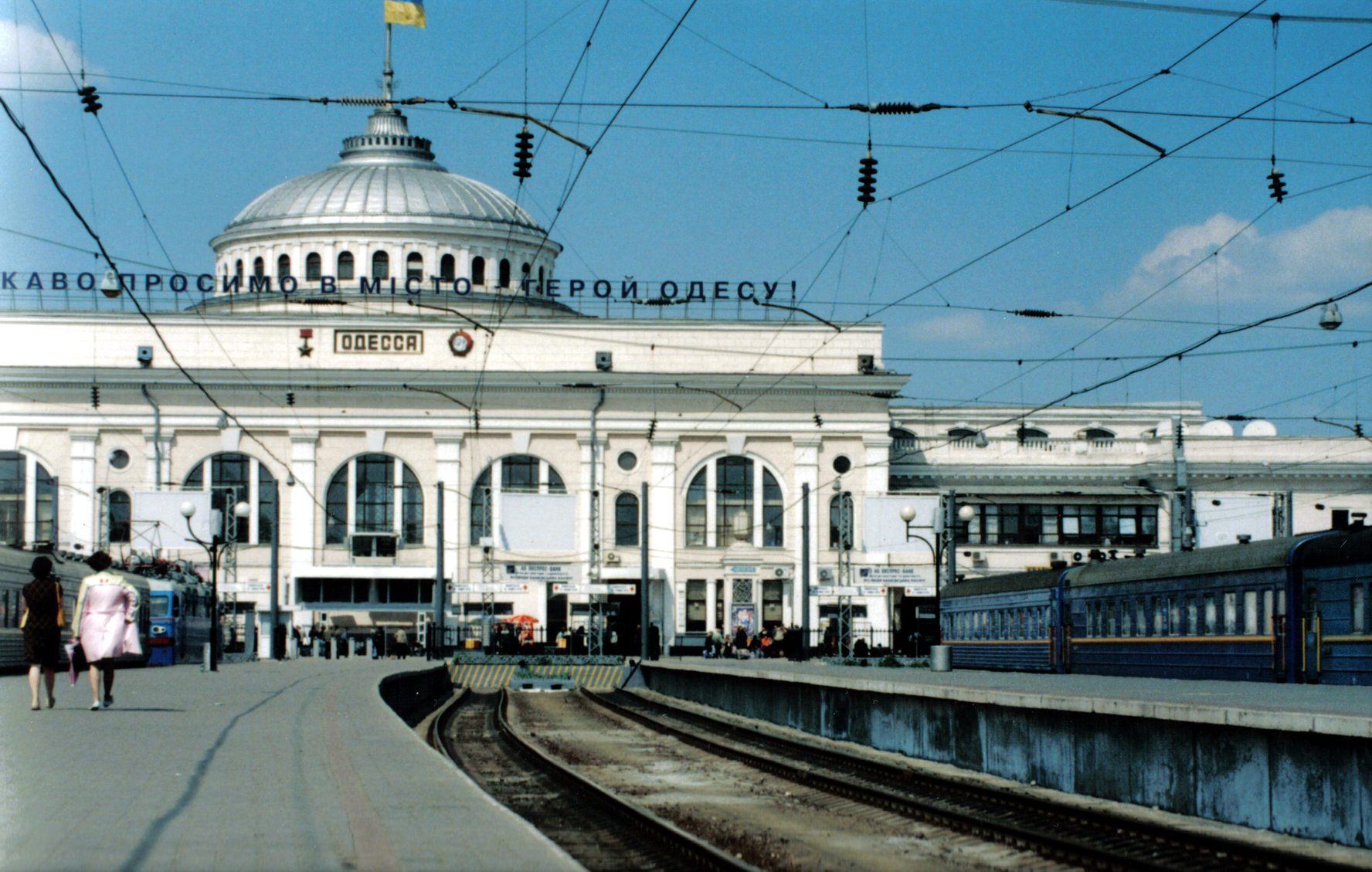
L'estació de trens
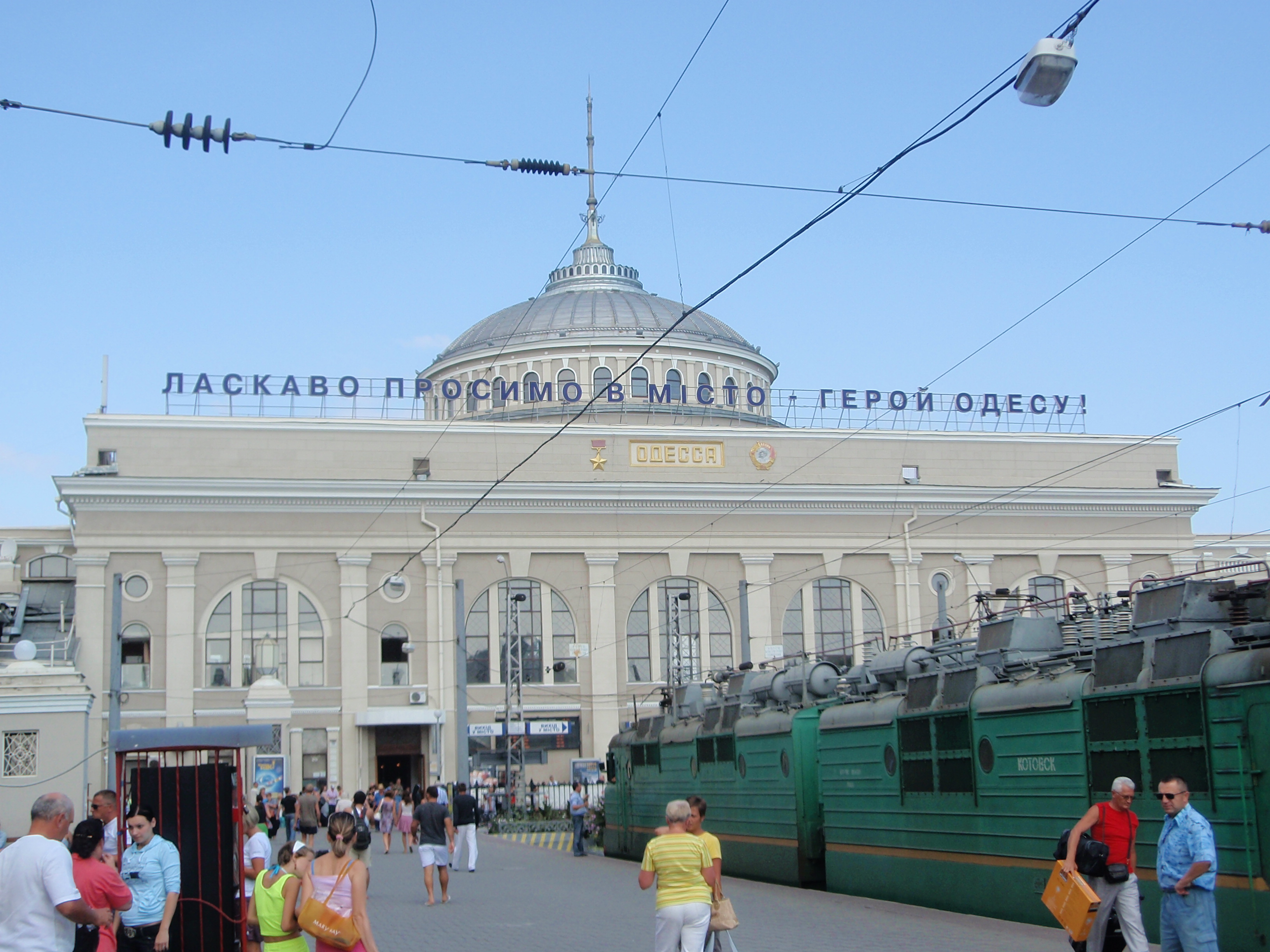
L'estació amb més activitat ferroviària
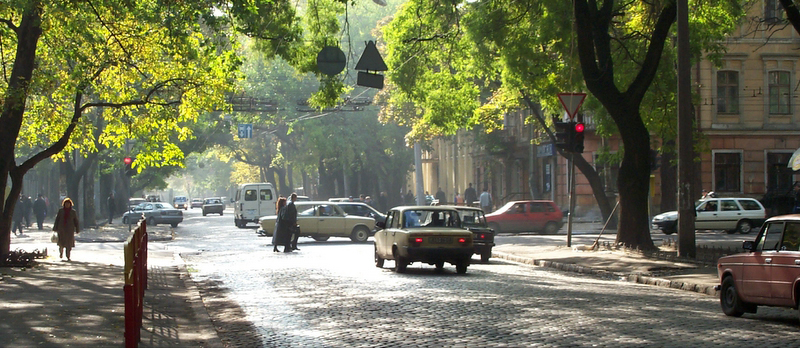
La tardor a Odessa, carrer Tolstoi
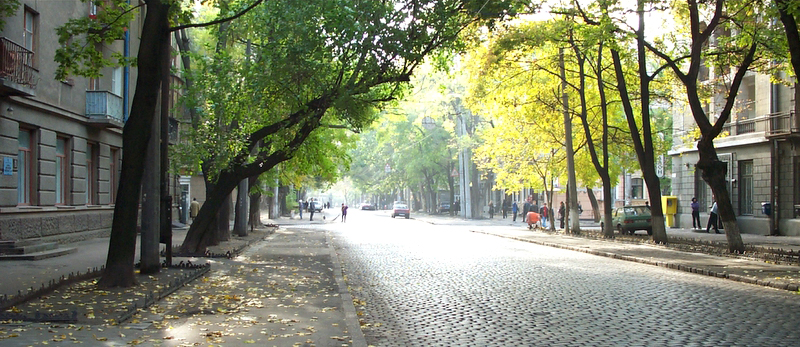
Carrer d'Odessa a la tardor
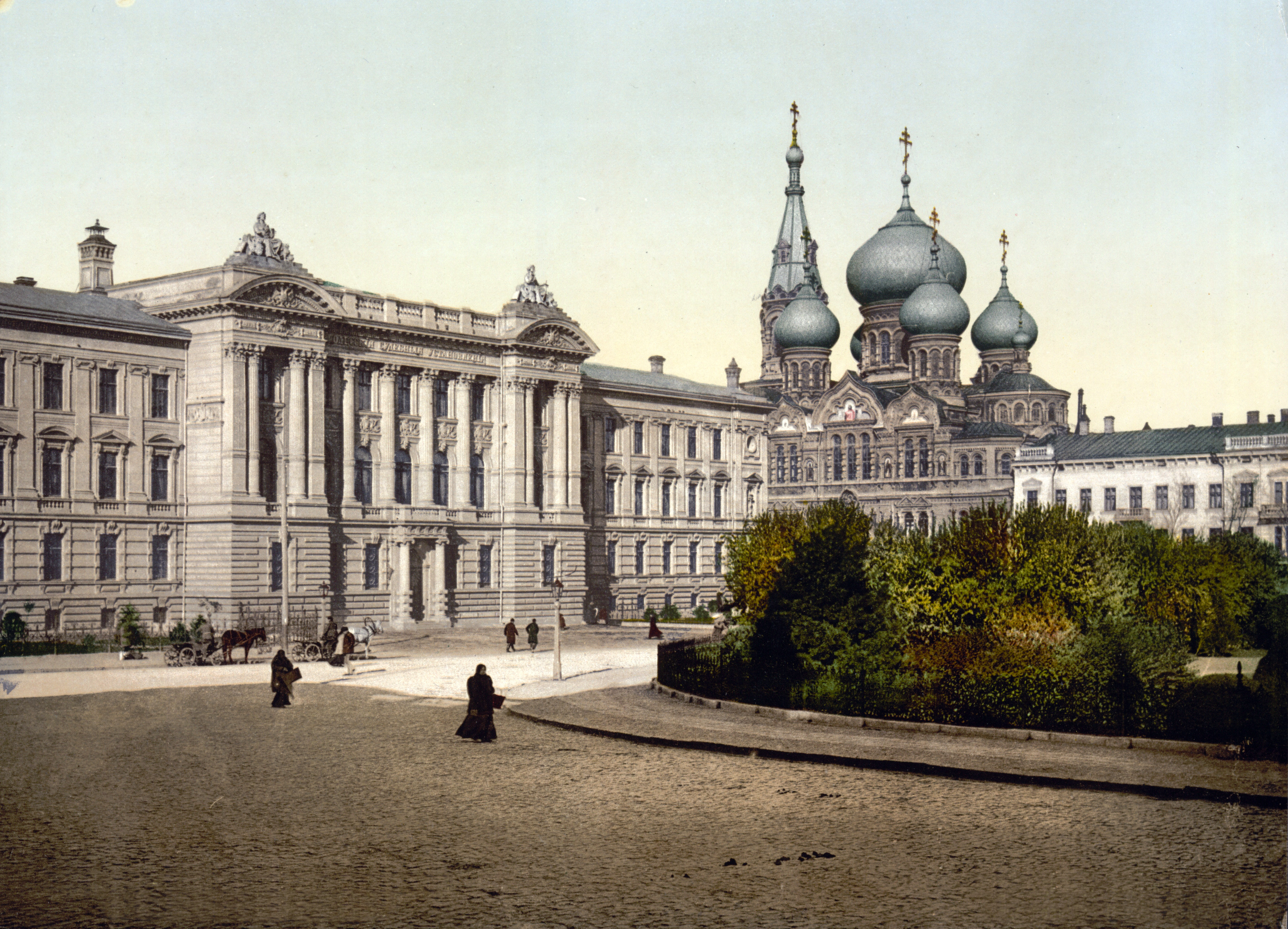
El centre d'Odessa en una postal de principis del segle xx
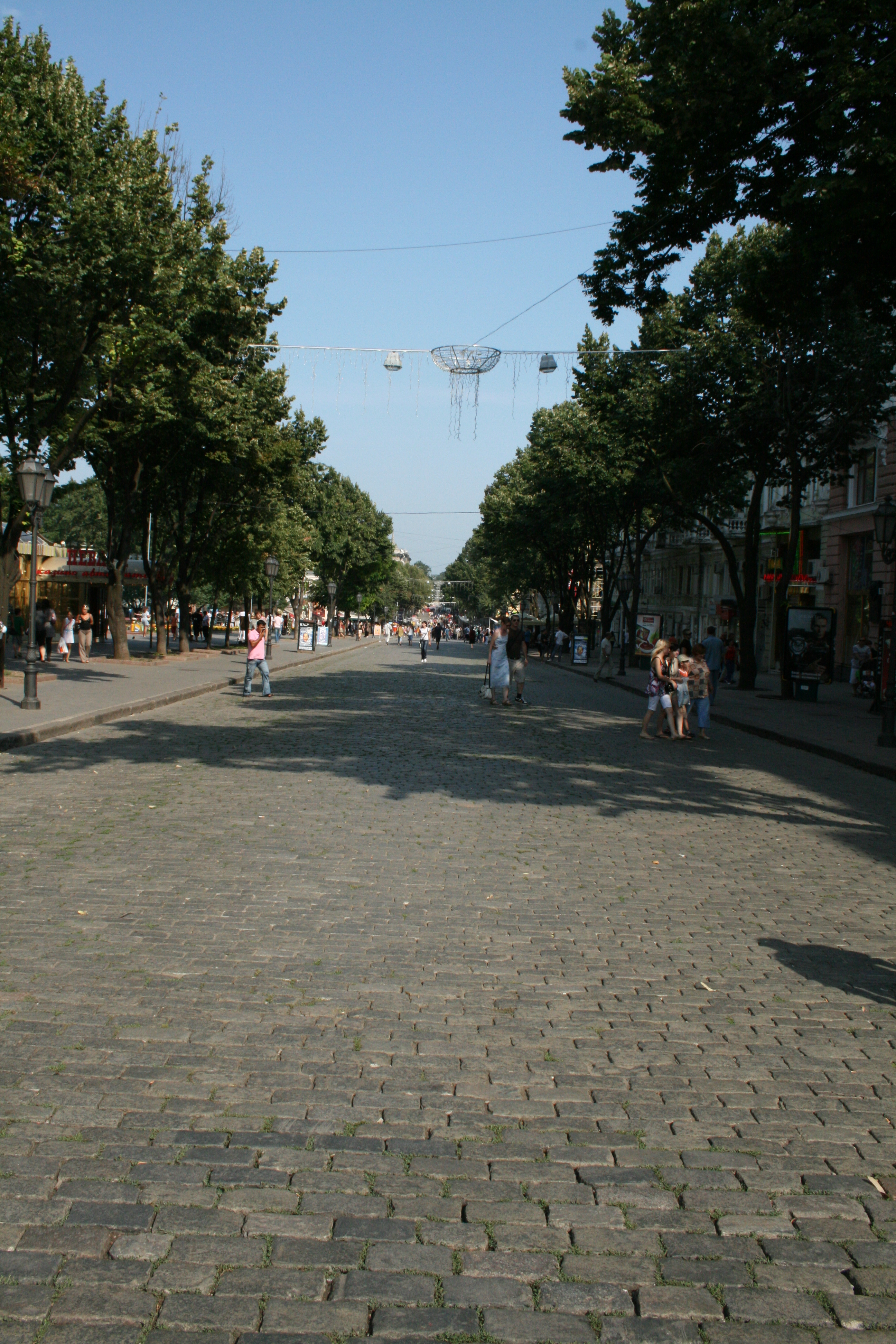
Un dels carrers més simbòlics d'Odessa, Deribàssovska, comparable amb les Rambles de Barcelona
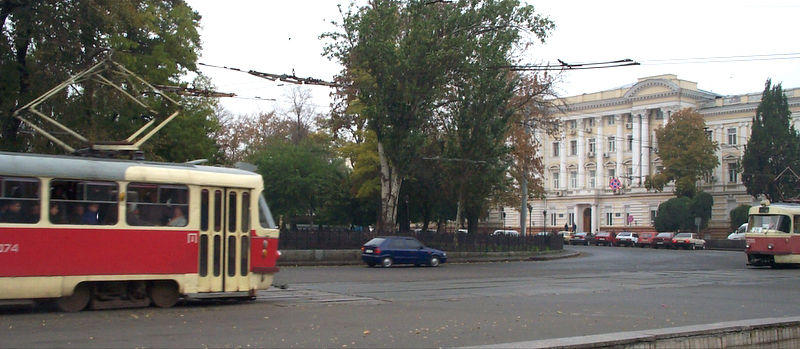
Tramvia
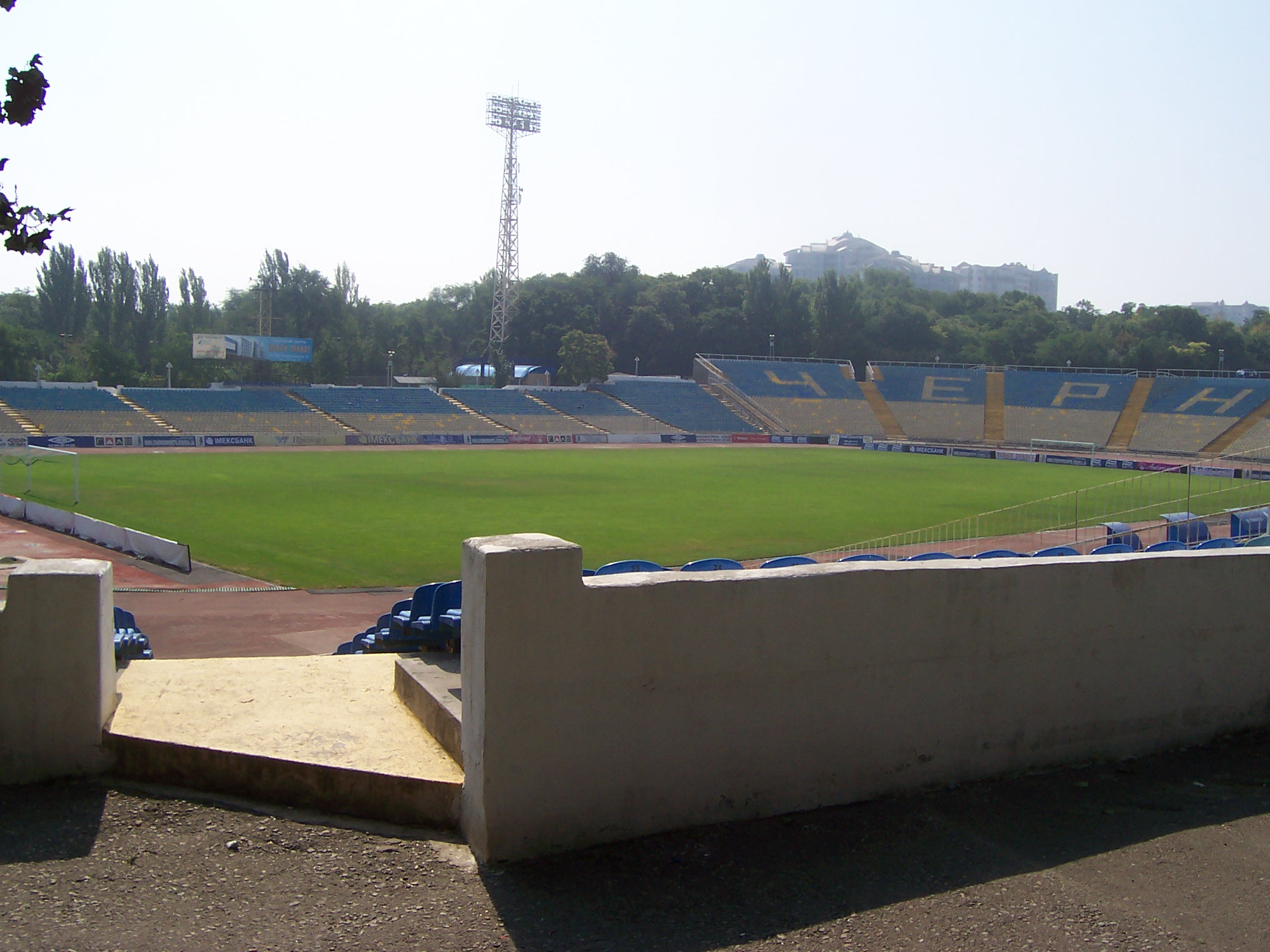
Estadi Txornomòrets (Стадіон «Чорноморець», Stadion Txornomòrets)
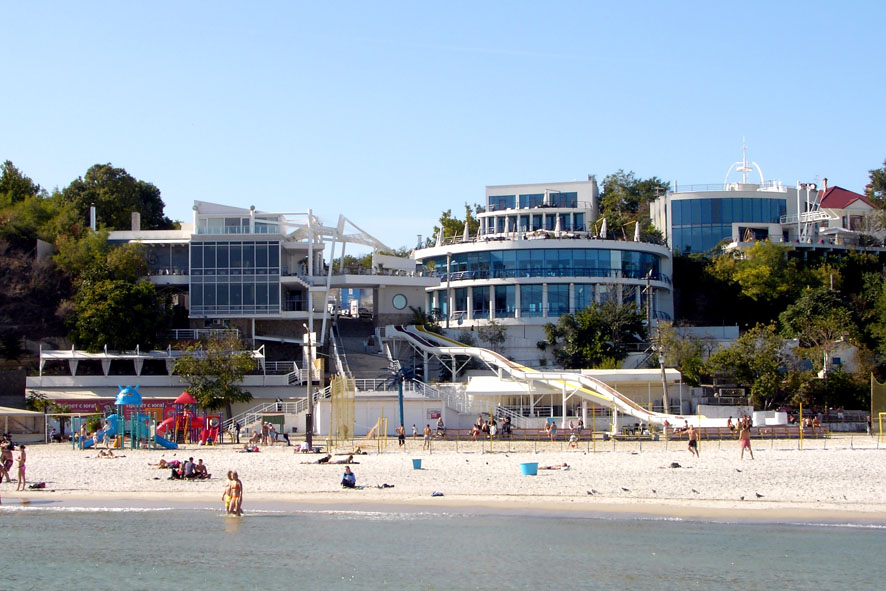
platja Txaika ("Gavina")
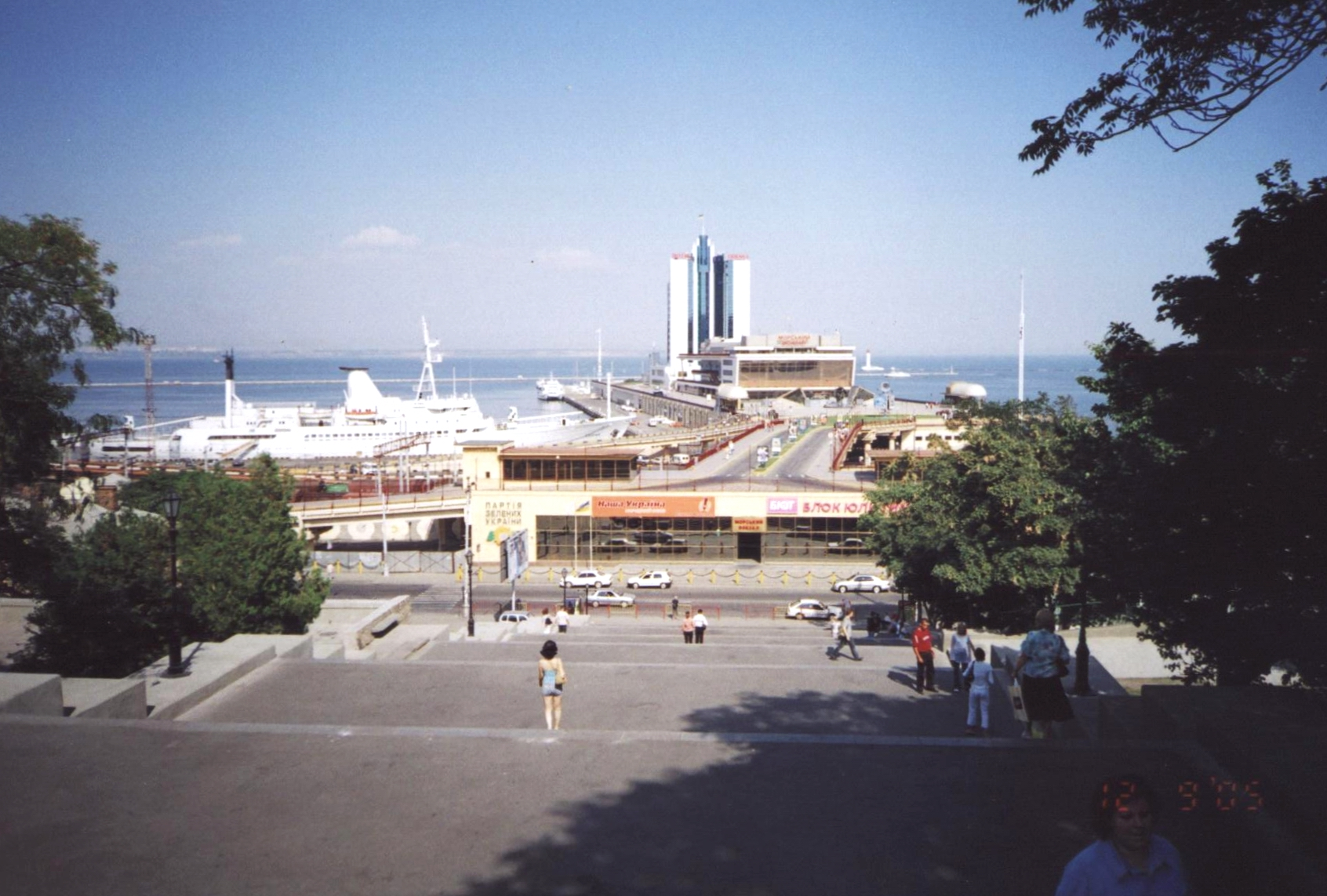
Port, terminal de passatgers
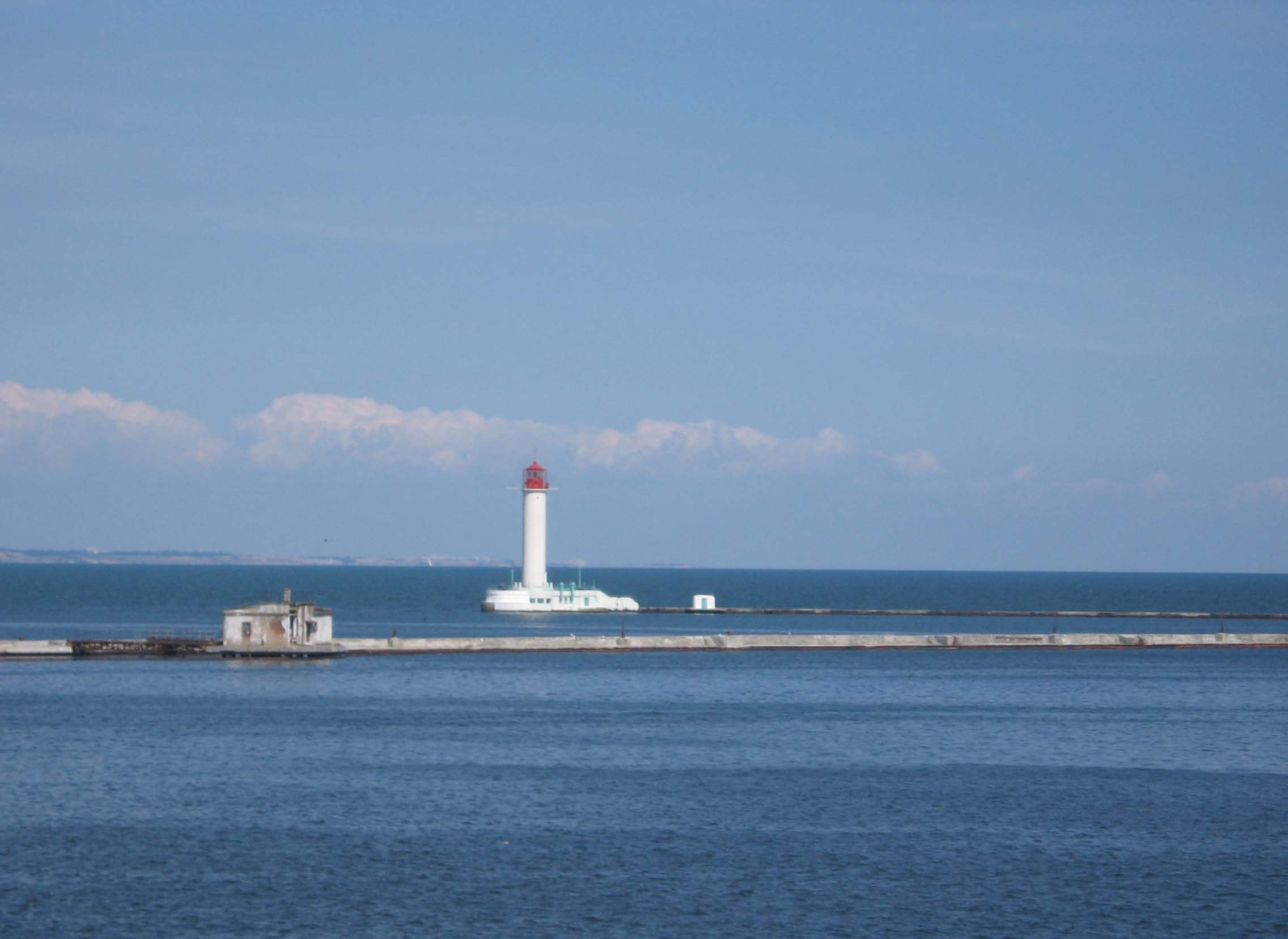
Nou far a la bocana del port
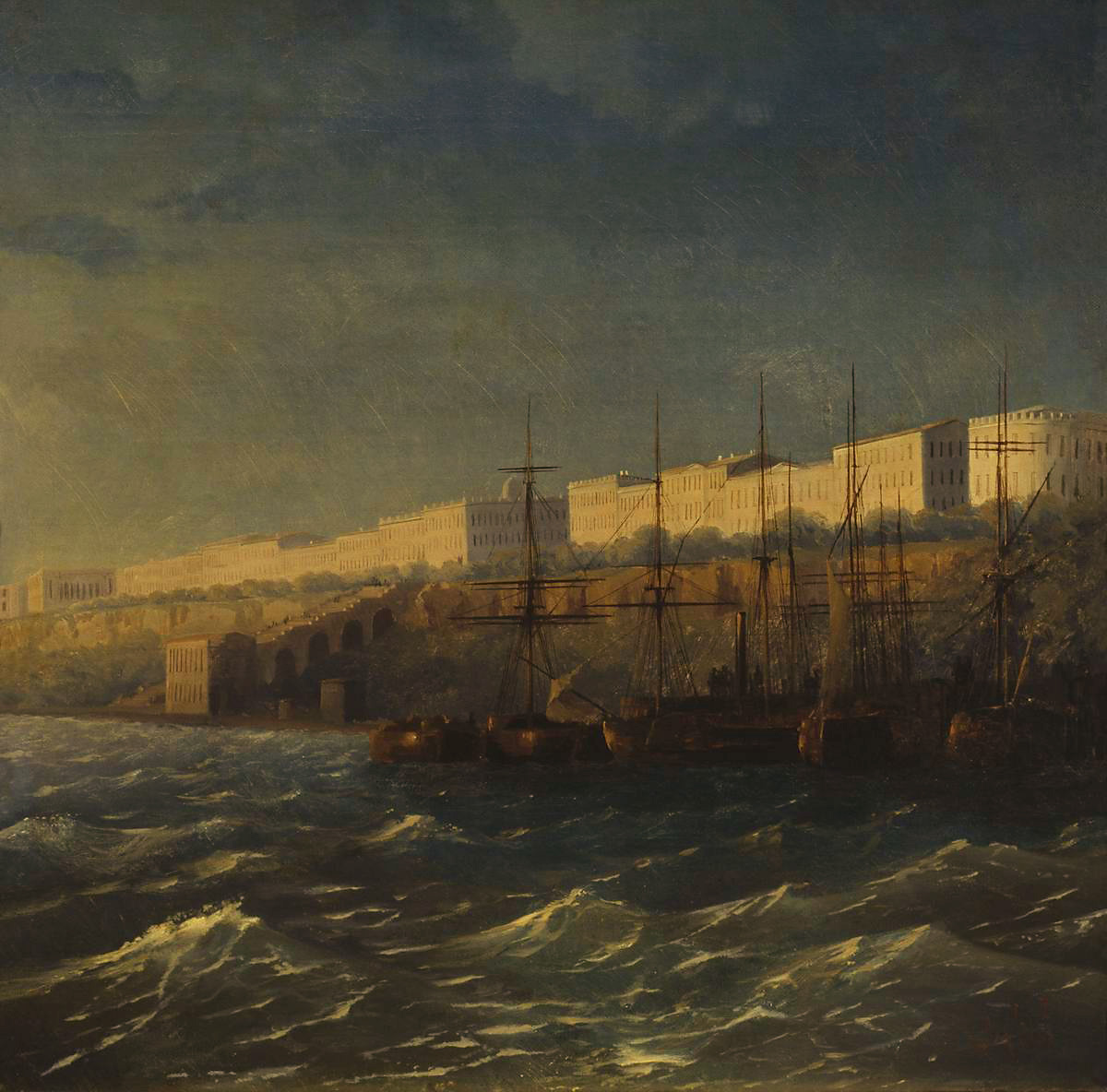
Odessa, d'Ivan Aivazovski, 1842